# 米卡爾·韋斯特貝
米卡爾·韋斯特貝（瑞典語：Mikael Westerbäck，1992年4月9日—），瑞典男子羽毛球運動員。

## 簡歷
2015年1月，米卡爾·韋斯特貝出戰冰島羽毛球國際賽男子單打項目，在準決賽中以0-2的成績（14-21、11-21）不敵捷克選手兼賽會2號種子米兰·卢迪克，止步於4強。

## 主要比賽成績
只列出曾進入準決賽的國際賽事成績：
| 年份   | 賽事             | 公開賽級別 | 項目     | 成績   |
| ------ | ---------------- | ---------- | -------- | ------ |
| 2015年 | 冰島羽毛球國際賽 | 國際系列賽 | 男子單打 | 準決賽 |

| 2007-2017年 | 首要超級賽 | 超級賽 | 黃金大獎賽 | 大獎賽 | 國際挑戰賽 | 國際系列賽 | 未來系列賽 | 其他 |

| 2018-2026年 | 總決賽 | 超級1000賽 | 超級750賽 | 超級500賽 | 超級300賽 | 超級100賽 | 國際挑戰賽 | 國際系列賽 | 未來系列賽 | 其他 |